# El Estelleiro
El Estelleiro (oficialmente y en asturiano: El Estilleiro) es una aldea perteneciente a la parroquia de Villacondide, en el concejo de Coaña, comarca de Eo-Navia, Principado de Asturias, España.